# Ataus Samad
Ataus Samad (16 de noviembre de 1937 – 26 de septiembre de 2012) fue un periodista bangladés. Se le otorgó el premio Ekushey Padak en 1992 por el Gobierno de Bangladés.

## Primeros años
Nació en el Distrito Kishoreganj.

## Carrera
Empezó su carrera de periodismo en 1959. Devino reportero jefe del Observador de Pakistán durante 1965 a 1969. Fue secretario general de la Unión de Pakistán del Este de Periodistas de 1969 a 1970. Entre 1982 y 1994, Samad fue el corresponsal especial de la BBC en Dakar. También fue un corresponsal especial de Bangladesh Sangbad Sangstha (BSS) en Nueva Delhi durante 1972 a 1976.
Más tarde, Samad sirvió como editor consejero del duario Bangla Amar Desh. Fue CEO del canal de televisión NTV.

## Vida personal
Se casó con Renu. Tuvieron dos hijas, Shanta y Shati.